# Aleksej Popogrebskij
Aleksej Popogrebskij (russisk: Алексе́й Петро́вич Попогре́бский) (født 7. august 1972 i Moskva i Sovjetunionen) er en russisk filminstruktør og manuskriptforfatter.

## Filmografi
- Koktebl (Коктебель, 2003)[2][3]
- Prostyje vesjji (Простые вещи, 2007)
- Kak ja provjol etim letom (Как я провёл этим летом, 2010)